# Liceo Marítimo de Bouzas
El Liceo Marítimo de Bouzas es un club náutico ubicado en Bouzas, Vigo (Galicia, España). 
Anualmente organiza varias competiciones de pesca deportiva, así como una cantidad importante de los actos culturales que se celebran en Bouzas.

## Historia
En el año 2007 celebró su primer centenario, ya que en el año 1907 se fundó el primer Centro Cultural de la Villa, que más tarde se convertiría en el Liceo Artístico e Instructivo ubicado en una antigua fábrica de salazón, en Barreras. En el año 1971, pasó al edificio donde se asienta actualmente el Liceo Marítimo de Bouzas, lo que lo convierte en la sociedad de más amplio recorrido en la Villa de Bouzas. 

## Instalaciones
El Liceo cuenta con 300 plazas de amarre en pantalanes y 95 en sus cadenas de fondeo.
Para atender a estos servicios, hay un servicio de marinería disponible 24 horas al día, que incluye el traslado gratuito desde el fondeadero a las instalaciones de tierra. Los puntos de amarre en pantalanes están provistos de agua y energía eléctrica (220 v). En el año 2008 se amplió y remodeló la marina con cerca de 100 nuevos amarres. 
Para varadas, hay una rampa con cunas, tanto para barcos de vela como de motor, y una grúa con una capacidad de carga de 12.5 Tm. 
Además, el Liceo cuenta con los servicios que cualquier navegante en tránsito necesita, ya que está provisto de vestuarios y cafetería / restaurante a disposición de sus visitantes.

## Actividad deportiva
Tiene actividad en los deportes de vela, piragüismo y pesca. 
Organiza dos regatas del calendario gallego de vela de crucero: 
- La Regata "Villa de Bouzas", desde 2005.
- La regata en solitario y a dos "Vuelta a las Cíes", desde 2006.

Además, el Liceo Marítimo de Bouzas cuenta con escuelas de vela (ligera y de crucero) y pesca. 

## Premios y galardones
- Vigués distinguido en el año 2007.